# 坂本勉 (教育者)
坂本 勉（さかもと つとむ、1944年- ）は、日本の教育者、教育評論家。
満洲国新京特別市生まれ。1957年長崎県西彼杵郡時津町立時津小学校卒業。1973年京都大学大学院修士課程(林産工学)修了。学習塾英才ゼミ主幹、大阪府豊中市在住。

## 著書
- 『学校信仰の崩壊 いじめの検証と教育改革の方向』鳥影社 1999
- 『臓器移植と安楽死』秋桜社 1999
- 『長崎喧嘩騒動(深堀義士伝) 評伝 赤穂浪士事件との比較』新風書房 1999
- 『教え教えられの記』新風書房 2000
- 『死刑 報復と贖罪の論理』彩図社 ぶんりき文庫　2001
- 『農と生命の視点』彩図社 ぶんりき文庫　2001
- 『教育の復興』彩図社 ぶんりき文庫 2003